# Емпіризм
Емпіри́зм (від грец. έμπειρία — досвід) — напрям у теорії пізнання, що визнає чуттєвий досвід джерелом знань і стверджує, що всі знання ґрунтуються на досвіді. Протистоїть раціоналізму та містицизму. При цьому, інша пізнавальна здатність людини — розум — розглядається в емпіризмі тільки як сполучення і перекомпонування того матеріалу, що даний нам у досвіді, а також як здатність, що в принципі нічого не додає до змісту нашого знання. У методологічному плані емпіризм  — це принцип, відповідно до якого життєва практика, мораль і наука повинні базуватися виключно на відповідному досвіді.
Як цілісна гносеологічна концепція емпіризм сформувався в XVII–XVIII ст. В історії філософії емпіризм виступав як ідеалістичний (Девід Г'юм, Джордж Берклі, Ернст Мах, Ріхард Авенаріус, сучасний логічний емпіризм тощо), такий що визнавав єдиною реальністю суб'єктивний досвід (відчуття, уявлення), і як матеріалістичний емпіризм (Френсіс Бекон, Томас Гоббс, Джон Локк, Етьєн Кондільяк та ін.), що вважав, що джерелом чуттєвого досвіду є об'єктивний світ.
У метафізиці цей напрям охоплює різноманітні точки зору, переходячи як в догматичні системи відомого типу, так і перетворюючись у скептицизм. Це пояснюється різноманітністю тлумачень, які нерідко той самий міркувач може придавати поняттю «досвід».
Під досвідом у вузькому сенсі цього слова розуміють пізнання одиничного, окремого (Арістотель: ή μέν έμπειρία τών χαθ ' έχαστόν εστι γνώσις — singularium cognitio). Але одиничне можна розуміти:
1. як суб'єктивне відчуття, якщо мова йде про зовнішній досвід, або як «одиничне представлення», якщо мова йде про внутрішній досвід;
2. як сприйняття чогось одиничного, що має незалежне від свідомості існування у вигляді частини зовнішнього світу і продовжує існувати, не зважаючи на свідомість і у той час, коли сприйняття переривається.